# Matheus Leite Nascimento
Matheus Leite Nascimento (* 15. Januar 1983 in Ribeirópolis, Sergipe, Brasilien), besser bekannt als Matheus, ist ein brasilianischer Fußballspieler. Seine Position ist Außenstürmer. Bei seinem Verein Sporting Clube de Braga trug er die Nummer 23, bei dem FK Dnipro war es die 99.

## Karriere
Seinen ersten Profivertrag hatte Matheus beim Verein AO Itabaiana aus dem Bundesstaat Sergipe. Im Sommer 2005 wurde er für die Saison 2005/06 in der Liga de Honra vom portugiesischen FC Marco verpflichtet. Nach der ersten Halbserie wechselte er zum Sporting Clube de Braga in die höchste portugiesische Liga, die Liga Sagres, mit einem Vertrag über dreieinhalb Jahre. Nachdem er dort nur zu vier Einsätzen gekommen war, wurde er zunächst an den SC Beira-Mar und dann an Vitória Setúbal ausgeliehen. In der Saison 2007/08 wurde er von Braga zurückgeholt. In der Saison 2009/10 nahm er an allen Ligaspielen teil, wenn auch nicht immer über die volle Zeit.
Im Januar 2011 unterzeichnete er einen Dreijahresvertrag beim ukrainischen Erstligisten Dnipro Dnipropetrowsk (inzwischen umbenannt in FK Dnipro). Die Ablösesumme betrug eine Million Euro. 2015 erreichte er mit Dnipro Dnipropetrowsk das Endspiel der Europa League, das Dnipro mit 2:3 gegen Titelverteidiger FC Sevilla verlor. In diesem Spiel brach Matheus kurz vor Schluss zusammen.

## Titel und Ehrungen
- Braga
  - UEFA Intertoto Cup (2008)
  - Finalist in der UEFA Europa League 2010/11

- Dnipro
  - Finalist in der UEFA Europa League 2014/15